# جوایز موسیقی نیوزیلند ۲۰۱۳
جوایز موسیقی ۲۰۱۳ نیوزیلند چهل و هشتمین دوره برگزاری سالانه جوایز هنرمندان ضبط موسیقی مستقر در نیوزیلند است. رویداد اصلی جوایز در ۲۱ نوامبر ۲۰۱۳ در وکتور آرنا، آوکلند برگزار شد و دوباره شانون ریان به همراه میزبان جدید استن واکر میزبان آن بودند. نامزدها در ۲۷ مه ۲۰۱۳ افتتاح و در ۸ ژوئیه ۲۰۱۳ بسته شدند. آثار واجد شرایط آنهایی بودند که بین ۱ ژوئیه ۲۰۱۲ و ۳۰ ژوئن ۲۰۱۳ منتشر شده بودند. این مراسم و همچنین یک فرش قرمز ویژه با میزبانی درو نیمیا و شارین کیسی از شبکه تلویزیونی چهار پخش شد.
برندگان جایزه تکنیکال، دریافت کننده جایزه میراث و لیست انتخاب جایزه منتقدان در ۲۲ اکتبر در هتل پولمن، اوکلند اعلام شدند. برنده جایزه منتقدان در ۶ نوامبر در نمایشگاه منتقدان منتخب در بار کینگز آرمز اعلام شد.